# Félix Pierre Jousseaume
Félix Pierre Jousseaume es un zoólogo francés, nacido el 12 de abril de 1835 en Vervant (Charente Marítimo) y fallecido el 3 de noviembre de 1921.
Estudió medicina y obtiene un título médico en París en 1862, donde presentará su tesis que se titula Des Végétaux parasites de l'Homme. Participó en la fundación de la Sociedad Zoológica de Francia la cual presidió en 1878.
Jousseaume estaba interesado en los mariscos sobre los que publicó varios artículos. En la década de 1890, se dedicó por entero a estos animales y abandonó la práctica médica. Hizo varios viajes al Mar Rojo y presenta sus colecciones en el Museo Nacional de Historia Natural de París. Publicó numerosos artículos incluidos en el Naturaliste, revue illustrée des sciences naturelles, les Nouvelles archives des missions scientifiques et littéraires, la Revue et magasin de zoologie, y el Bulletin de la Société zoologique de France. También publicó en 1899 La Philosophie aux prises avec la Mer Rouge, le darwinisme et les 3 règnes des corps organisés (A. Maloine, París:. xii + 559 pp) en 1907 De l'Attraction et autres joyeusetés de la science (A. Maloine, Paris: 160 p.) y en 1914 Impressions de voyage en Apharras [Texte imprimé], anthropologie, philosophie, morale d'un peuple errant berger et guerrier (J.-B. Baillière et fils, Paris, deux volumes: xviii + 700 et 575 p.).

## Abreviatura (zoología)
La abreviatura Jousseaume  se emplea para indicar a Félix Pierre Jousseaume como autoridad en la descripción y taxonomía en zoología.

## Taxas
Las taxas nombradas en su honor incluyen dos géneros y varias especies:
- Jousseaumea Sacco, 1894
- Jousseaumiella Bourne, 1907
- Metis jusseaumei (Richard)
- Amphibetaeus jousseaumei Coutière, 1896
- Neocallichirus jousseaumei (Nobili, 1904)
- Murex jousseaumei Poirier, 1883
- Chlamys jousseaumei Bavay, 1904
- Cerithiopsis jousseaumei Jay & Drivas, 2002
- Clathrosansonia jousseaumei (Bavai, 1921).

## Trabajos
- Coquilles de la famille des marginelles (1875)